# Diocesi di Yokohama
La diocesi di Yokohama (in latino: Dioecesis Yokohamaënsis) è una sede della Chiesa cattolica in Giappone suffraganea dell'arcidiocesi di Tokyo. Nel 2022 contava 54.317 battezzati su 15.728.524 abitanti. È retta dal vescovo Rafael Masahiro Umemura.

## Territorio
La diocesi comprende le prefetture di Kanagawa, Nagano, Shizuoka e Yamanashi.
Sede vescovile è la città di Yokohama, dove si trova la cattedrale del Sacro Cuore.
Il territorio è suddiviso in 87 parrocchie.

## Storia
La diocesi è stata eretta il 9 novembre 1937 con la bolla Quod iamdiu di papa Pio XI, ricavandone il territorio dall'arcidiocesi di Tokyo.
Il 4 gennaio 1939 ha ceduto una porzione del suo territorio a vantaggio dell'erezione della prefettura apostolica di Urawa (oggi diocesi di Saitama).

## Cronotassi dei vescovi
Si omettono i periodi di sede vacante non superiori ai 2 anni o non storicamente accertati.
- Jean-Baptiste-Alexis Chambon, M.E.P. † (9 novembre 1937  - 12 novembre 1940 dimesso[1])
  - Sede vacante (1940-1947)
- Thomas Asagoro Wakida (Wakita) † (25 marzo 1947 - 5 luglio 1951 dimesso[2])
- Luke Katsusaburo Arai † (13 dicembre 1951 - 30 ottobre 1979 ritirato)
- Stephen Fumio Hamao † (30 ottobre 1979 - 15 giugno 1998 nominato presidente del Pontificio consiglio della pastorale per i migranti e gli itineranti)
- Rafael Masahiro Umemura, dal 16 marzo 1999

## Statistiche
La diocesi nel 2022 su una popolazione di 15.728.524 persone contava 54.317 battezzati, corrispondenti allo 0,3% del totale.
| anno | popolazione | popolazione | popolazione | presbiteri | presbiteri | presbiteri | presbiteri                | diaconi | religiosi | religiosi | parrocchie |
| anno | battezzati  | totale      | %           | numero     | secolari   | regolari   | battezzati per presbitero | diaconi | uomini    | donne     | parrocchie |
| ---- | ----------- | ----------- | ----------- | ---------- | ---------- | ---------- | ------------------------- | ------- | --------- | --------- | ---------- |
| 1950 | 7.630       | ?           | ?           | 15         | 15         |            | 508                       |         | 51        | 284       | 34         |
| 1970 | 29.777      | 11.244.335  | 0,3         | 160        | 24         | 136        | 186                       |         | 191       | 735       | 24         |
| 1980 | 37.366      | 13.181.944  | 0,3         | 152        | 79         | 73         | 245                       |         | 112       | 638       | 45         |
| 1990 | 45.858      | 14.582.123  | 0,3         | 139        | 33         | 106        | 329                       |         | 133       | 577       | 97         |
| 1999 | 52.554      | 15.274.683  | 0,3         | 144        | 41         | 103        | 364                       | 1       | 118       | 635       | 84         |
| 2000 | 52.867      | 15.336.592  | 0,3         | 147        | 44         | 103        | 359                       | 1       | 124       | 634       | 84         |
| 2001 | 51.998      | 15.375.429  | 0,3         | 145        | 45         | 100        | 358                       | 1       | 121       | 597       | 84         |
| 2002 | 52.398      | 15.466.460  | 0,3         | 137        | 45         | 92         | 382                       | 1       | 111       | 585       | 84         |
| 2003 | 52.764      | 15.534.092  | 0,3         | 130        | 40         | 90         | 405                       | 1       | 109       | 578       | 84         |
| 2004 | 53.514      | 15.596.956  | 0,3         | 129        | 42         | 87         | 414                       | 1       | 105       | 569       | 84         |
| 2010 | 56.376      | 15.823.163  | 0,4         | 116        | 43         | 73         | 486                       |         | 93        | 599       | 84         |
| 2014 | 54.906      | 15.922.634  | 0,3         | 105        | 47         | 58         | 522                       |         | 77        | 571       | 95         |
| 2017 | 54.621      | 15.750.398  | 0,3         | 94         | 49         | 45         | 581                       |         | 51        | 483       | 91         |
| 2020 | 55.251      | 15.700.471  | 0,4         | 96         | 48         | 48         | 575                       |         | 56        | 489       | 89         |
| 2022 | 54.317      | 15.728.524  | 0,3         | 94         | 50         | 44         | 577                       |         | 50        | 454       | 87         |